# Rhinocorynura crotonis
Rhinocorynura crotonis är en biart som först beskrevs av Adolpho Ducke 1906.  Rhinocorynura crotonis ingår i släktet Rhinocorynura och familjen vägbin. Inga underarter finns listade i Catalogue of Life.